# Luigi Poggi (regatista)
Luigi Guglielmo Teresio Maria Poggi (Génova, 11 de marzo de 1906-Génova, 19 de noviembre de 1962) fue un deportista italiano que compitió en vela en la clase 8 Metre. Fue hermano del también regatista Enrico Poggi.
Participó en dos Juegos Olímpicos de Verano en los años 1936 y 1948, obteniendo una medalla de oro en Berlín 1936 en la clase 8 Metre.

## Palmarés internacional
| Juegos Olímpicos | Juegos Olímpicos  | Juegos Olímpicos | Juegos Olímpicos |
| Año              | Lugar             | Medalla          | Clase            |
| ---------------- | ----------------- | ---------------- | ---------------- |
| 1936             | Berlín (Alemania) | Medalla de oro   | 8 Metre          |